# Teorema do ponto fixo de Kakutani
Em análise matemática, o teorema do ponto fixo de Kakutani é um dos teoremas que garantem a existência de ponto fixo sob determinadas condições. O teorema fornece condições suficientes para que uma correspondência definida em um subconjunto convexo e compacto de um espaço euclidiano tenha um ponto fixo.
O teorema do ponto fixo de Kakutani é uma generalização do teorema do ponto fixo de Brouwer, que prova a existência de pontos fixos para funções contínuas definidas em conjuntos compactos e convexos de espaços euclidianos. Em 1941, Shizuo Kakutani estendeu este teorema de funções para correspondências (funções multi-valoradas).
Este teorema é usado para provar a existência do equilíbrio de Nash.

## Definição formal
Antes de enunciar o teorema, é preciso definir alguns conceitos.
Uma correspondência ou multipliaplicação é uma função multivariada; existem duas formas de representar este conceito, ou como uma função {\displaystyle f:A\rightsquigarrow B} que toma vários valores em B para cada ponto de A, ou, mais precisamente, como uma função {\displaystyle F:A\to P(B)-\varnothing }, ou seja, uma função que associa a cada ponto {\displaystyle a\in A} um subconjunto não vazio {\displaystyle F(a)\subseteq B}.
Uma multiaplicação {\displaystyle f:A\rightsquigarrow B} cujo contradomínio B seja um subconjunto de {\displaystyle \mathbb {R} ^{n}} é fechada (respectivamente convexa, aberta, etc) quando, para todo ponto {\displaystyle a\in A}, F(a) for um conjunto fechado (respectivamente convexo, aberto, etc). O gráfico de uma multiaplicação é o subconjunto de {\displaystyle A\times B} formado pelos pares {\displaystyle (a,b),a\in A,b\in F(a)} (ou seja, se a multiaplicação for vista como uma relação, é o gráfico da relação).
O teorema de Kakutani afirma então:
- Seja {\displaystyle K\subset \mathbb {R} ^{n}} um conjunto compacto, convexo e não-vazio, e seja {\displaystyle f:K\rightsquigarrow K} uma correspondência (multiaplicação) convexa cujo gráfico seja fechado. Então f tem um ponto fixo, ou seja, existe {\displaystyle x\in A} tal que {\displaystyle x\in F(x)}.

Uma forma equivalente deste teorema é:
- Seja A não-vazio, compacto e convexo, contido no conjunto {\displaystyle \mathbb {R} ^{N}} e seja {\displaystyle f:A\rightsquigarrow A} uma correspondência hemi contínua superior e convexa, então f tem (pelo menos) um ponto fixo, ou seja, existe um {\displaystyle x\in A} tal que {\displaystyle x\in F\left(x\right)}

## Contra-exemplo

Uma função sem pontos fixos

A exigência de que {\displaystyle f\left(x\right)} seja um conjunto convexo para todo x é essencial para que o teorema funcione.
Considere a seguinte correspondência definida em [0,1]:
{\displaystyle f(x)={\begin{cases}3/4&0\leq x<0.5\\\{3/4,1/4\}&x=0.5\\1/4&0.5<x\leq 1\\\end{cases}}}
Esta correspondência não tem ponto fixo (não toca a linha vermelha no gráfico), apesar de satisfazer todos as condições do teorema de Kakutani exceto a convexidade em x = 0,5.